# مايك بيري (ملحن)
مايك بيري (بالسويدية: Mike Perry)‏ هو ملحن ومنتج أسطوانات ودي جيه سويدي، ولد في 24 يونيو 1983 في خوفدة في السويد.

## وصلات خارجية
- مايك بيري على موقع ميوزك برينز (الإنجليزية)
- مايك بيري على موقع أول ميوزيك (الإنجليزية)
- مايك بيري على موقع ديسكوغز (الإنجليزية)